# Randy Cunningham: 9th Grade Ninja
Randy Cunningham: 9th Grade Ninja (Randy Cunningham: Ninja Total no Brasil e em Portugal) é uma série cômica americana de 2012 do Disney XD, criada e produzida por Jed Elinoff e Scott Thomas. É produzido pela Titmouse, Inc. e Boulder Media Limited. A série teve uma Espiadinha V.I.P. no Disney XD EUA no dia 13 de agosto de 2012 e estreou oficialmente em 17 de setembro de 2012 e fim da série em 27 de julho de 2015, no Disney XD Brasil a série teve uma Espiadinha V.I.P. dia 2 de novembro de 2012 e a Estreia no dia 17 de novembro de 2012, no Disney Channel Portugal a série teve data de estreia confirmada para 5 de julho de 2014, antes foi exibida na SIC no programa Disney Kids em 2013.

## Sinopse
Randy é um caloiro comum da Norrisville High, que encara qualquer parada e tem uma identidade secreta de Ninja para enfrentar monstros, malucos e um Feiticeiro de 800 anos de idade, que foi capturado e mantido preso pelo primeiro Ninja há 800 anos.  Para sobreviver, o Feiticeiro ganha força usando seu 'fedor', um gás nocivo que ele expele para transformar os estudantes em monstros malucos que acabam criando o maior caos em Norrisville High. O objetivo do Feiticeiro é escapar da sua prisão e lançar sua vingança sobre o mundo.
O leal melhor amigo de Randy, Howard, é o único que conhece seu segredo. Howard sempre apoia Randy, mas às vezes fica irritado quando os problemas de Ninja atrapalham as coisas na escola.

## Elenco de vozes
| Personagem         | Voz original             | Dublador                                | Dobrador                        |
| ------------------ | ------------------------ | --------------------------------------- | ------------------------------- |
| Randy Cunningham   | Ben Schwartz             | Diego Marques                           | Marco Medeiros / Renato Godinho |
| Howard Weinerman   | Andrew Caldwell          | Felipe Zilse                            | Romeu Vala                      |
| Hannibal McFist    | John DiMaggio            | Antônio Moreno                          | João Craveiro                   |
| O Feiticeiro       | Tim Curry Ben Cross      | Armando Tiraboschi / Marcelo Pissardini | José Nobre                      |
| Willem Viceroy III | Kevin Michael Richardson | Luiz Laffey                             | Carlos Macedo                   |
| Bucky Hesletter    | Scott Menville           | Michel Di Fiori                         | Peter Michael                   |
| Heidi Weinerman    | Cassie Scerbo            | Samira Fernandes                        | Carla Garcia                    |
| Bash Johnson       | Dave Wittenberg          | Hermes Baroli                           | Tomás Alves                     |
| Diretor Slimovitz  | Jim Rash                 | Fábio Moura                             | Tomás Alves                     |
| Sra. Driscoll      | Megan Mullally           | Denise Reis                             | Carla Garcia                    |
| Treinador Green    | John Oliver              |                                         | Peter Michael                   |
| Sr. Bannister      | Neil Flynn               |                                         | Carlos Macedo                   |

|                      | Brasil                                                           |
| -------------------- | ---------------------------------------------------------------- |
| Diretor de Dublagem  | Rodrigo Andreatto / Diego Marques / Thiago Longo / Fábio Lucindo |
| Tradutor             | Roberto Garutti                                                  |
| Dublado nos Estúdios | TV Group Digital                                                 |

## Episódios
| Temporada | Temporada | Episódios | Exibição original    | Exibição original      | Exibição no Brasil    | Exibição no Brasil | Exibição em Portugal  | Exibição em Portugal  |
| Temporada | Temporada | Episódios | Estreia de temporada | Final de temporada     | Estreia de temporada  | Final de temporada | Estreia de temporada  | Final de temporada    |
| --------- | --------- | --------- | -------------------- | ---------------------- | --------------------- | ------------------ | --------------------- | --------------------- |
|           | 1         | 52        | 13 de agosto de 2012 | 8 de fevereiro de 2014 | 2 de novembro de 2012 | 9 de março de 2014 | 5 de julho de 2014    | TBA                   |
|           | 2         | 48        | 19 de julho de 2014  | 27 de julho de 2015    | TBA                   | TBA                | 10 de janeiro de 2015 | 30 de janeiro de 2016 |

#Lista de episódios de Randy Cunningham: 9th Grade Ninja